# Šarlote Lēnmane
Šarlote Lēnmane (Riga, 8 februari 1998) is een Letse zangeres.
Door haar overwinning op het Letse muziekfestival Balss pavēlnieks, werd Lēnmane door de Letse omroep Latvijas Televīzija gekozen om Letland te vertegenwoordigen op het Junior Eurovisiesongfestival 2010, in de Wit-Russische hoofdstad Minsk. Het was voor het eerst sinds 2005 dat Letland weer meedeed aan het Junior Eurovisie Songfestival. Op het podium werd Lēnmane vergezeld door kinderdansgroep Sea Stones. Met het lied Viva la dance eindigden ze met 51 punten op de 10e plaats.